# Castropol
Castropol són un conceyu, una parròquia i una vila de la Comunitat Autònoma del Principat d'Astúries. El concejo de Castropol limita al nord amb el mar Cantàbric, a l'oest amb la ria de l'Eo, que el separa del concejo gallec de Ribadeo, a l'est amb els de Tapia de Casariego, El Franco i Bual, i al sud amb els de A Veiga i Vilanova d'Ozcos. La capital és l'homònima vila de Castropol.
És un dels municipis d'Astúries en els quals es parla gallec.

## Història
Les primeres restes que tenim en aquest concejo són de la cultura hachense com són les destrals bifaces de quarsita, trobats a Espiela (Villadún) i els cants treballats de Arnao-Figueres. De l'època castrense, té la més alta densitat de castros catalogats, així el de Punta del Cuerno en Barres, té tres recintes fortificats, altres castros a destacar són: La Corona a San Juan de Moldes, Els Castros en Tol, Os Castros en Presno, etc.
La comarca estava habitada pel poble egobarro, que durant la dominació romana va quedar inclòs en la zona lucense que penetrava en les terres asturianes fins al corrent del riu Navia, predomini que seguiria durant molt temps marcant aquesta zona. En l'edat mitjana ja apareixen reflectits en documentació escrita, llocs de l'actual concejo. Un dels assentaments més esmentats és el monestir de Taule (Tol). Uns anys més tard va passar en usdefruit vitalici el convent i totes les seves pertinences al comte Gundemar i a la seva dona. També sobre aquesta zona es va deixar sentir l'influx del poderós monestir de San Juan de Corias. Aquesta zona va estar durant llarg temps en contínues disputes amb la zona de Lugo.
En el segle xiii, el rei Alfons VII de Castella, posa fi a les disputes cedint al bisbe de Lugo, les terres gallegues que estaven sota la jurisdicció del prelat d'Oviedo i a aquest, les terres que s'estenen entre el riu Eo i el Navia. En una data que no es pot precisar però si al voltant de 1275, Alfons X el Savi funda la Pobla de Rovoredo (actual Reboledo), de la qual no es conserva el seu instrument fundacional, que sens dubte és la primera sorgida en Astúries. Aquesta Pobla va deure fer-se a instàncies del propi concejo de Ribadeo, però la reacció no va trigar molt per part senyorial i el Bisbe Fernando comunica al concejo de Ribadeo la decisió de crear una nova pobla en Castropol, lloc defensiu i comercial. Aquest procés és l'únic cas de l'establiment d'una pola que va suposar l'abandó d'una altra.
En el segle xiv, Castropol s'implantarà com cap econòmic i administrativa entre les zones del Navia i l'Eo. El bisbe Alfonso els donarà la concessió d'un mercat setmanal. De totes maneres, les disputes amb la comunitat de Ribadeo perduraran fins al segle xviii, en aquest segle les tropes angleses van prendre Castropol i altres pobles de la ria, els quals es van veure obligats a pagar per la seva independència.

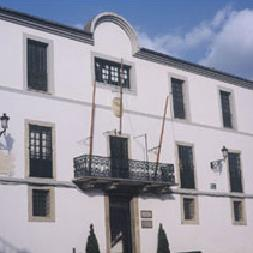
Ajuntament de Castropol.

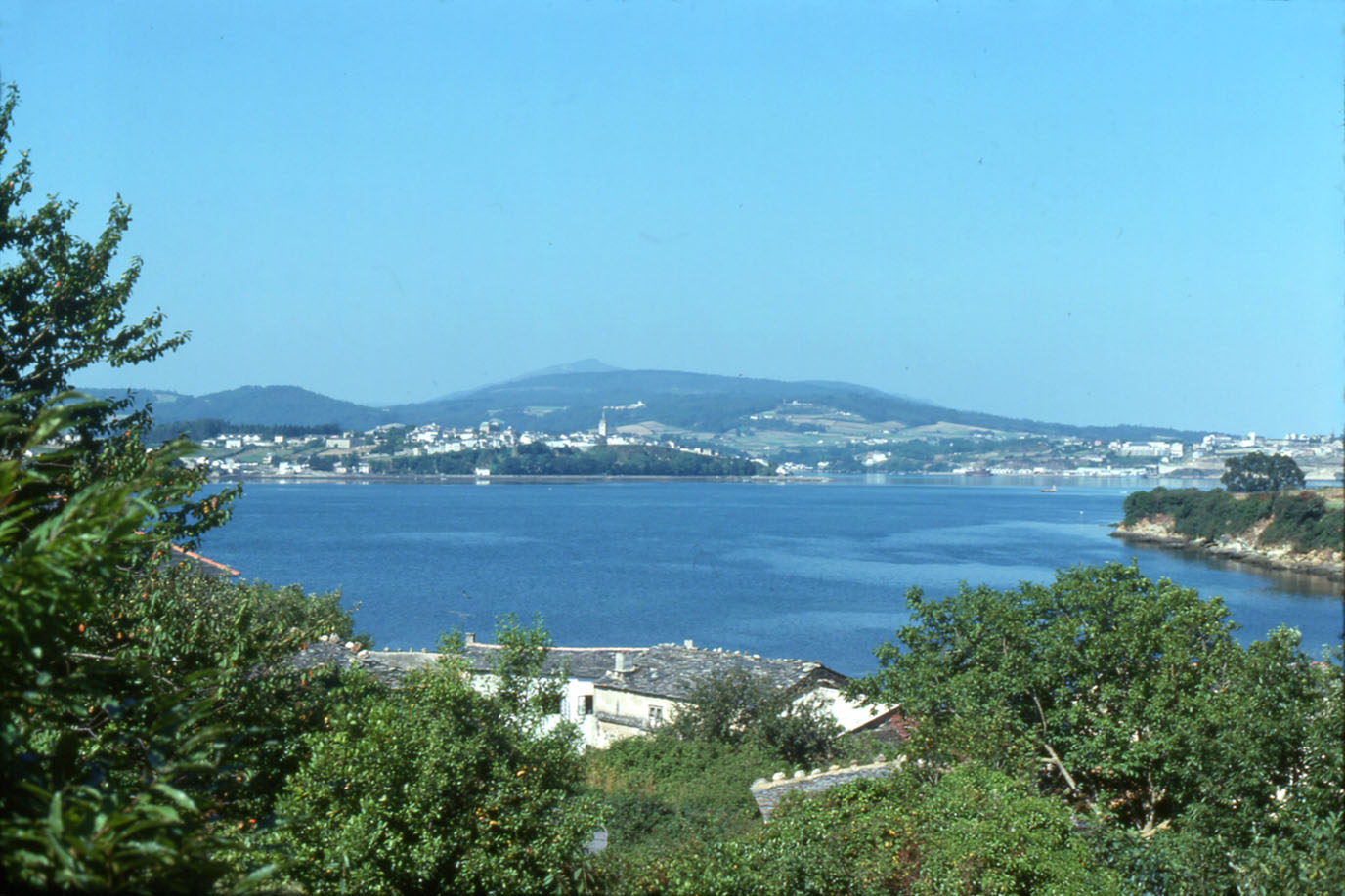
Castropol vist des de la Lieira c.1975.

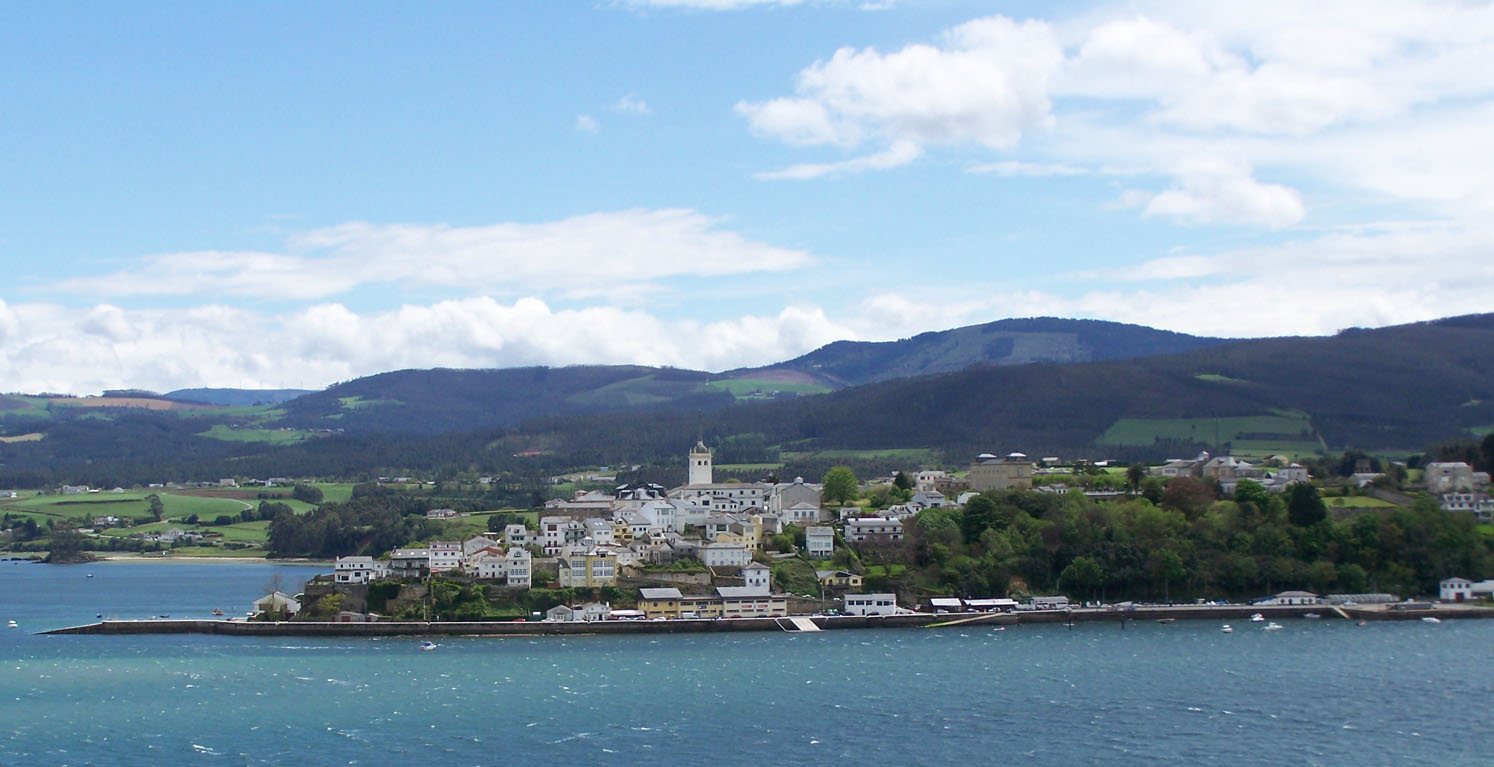
Castropol vist des de Ribadeo. 2007.

En el segle xix, amb la invasió francesa i la presa per ells de les principals ciutats de la província, es va traslladar la Junta Superior d'Astúries a Castropol, ja que era el principal concejo de la zona lliure, però en aquesta mateixa zona estaven els grups adversaris de la Junta i en 1810 es va constituir la Junta Permanent del Partit de Castropol i es vota la dissolució de la Junta Superior. Aquest va ser el punt culminant de la crisi, i fa que es manin tropes dirigides per Francisco Losada per a establir l'ordre assembleari. Hi ha una gran quantitat de canvis per a la Vila de Castropol en aquest segle, així es lleven els elements que donaven un aire medieval a la vila, també haurà canvis administratius, arribant a ser difícil distingir el centre comarcal, traslladant la capital judicial a A Veiga i després tornant-se a traslladar a Castropol.
A partir de 1905 va ser el concejo de Castropol escenari d'un interessant intent polític de renovació. Promogut per Vicente Loriente Acevedo, un castropolenc que havia fet fortuna a Cuba, es va crear el "Partit Independent de Castropol", popularment conegut com a Partido Novo, amb l'objectiu declarat de lluitar contra el caciquisme conservador i regenerar no només la vida política sinó també l'educativa i cultural de l'Astúries occidental. El Partit Independent va obtenir significatius èxits en eleccions locals i provincials, però va fracassar en el seu desafiament màxim als conservadors en les eleccions a Diputats nacionals de 1910, en les quals Loriente no va assolir, per molt poc, el desitjat escó. La formació castropolenca va acabar integrant-se al Partido Reformista liderat pel polític republicà Melquíades Álvarez, i va ser aquest el qual en 1923 va assolir finalment l'elecció com a diputat del districte de Castropol, i en qualitat de tal va arribar a ser President del Congrés dels Diputats. La Guerra Civil duu a Castropol a la zona nacional i aquí es van traslladar alguns organismes de la capital provincial. Una vegada acabada la contesa comença un lleuger declivi i un descens del 20% de població per la competència de A Veiga i Ribadeo.

### Vila de Castropol
La cabdal del concejo s'assenta sobre un promontori en la riba oriental de la Ria de Ribadeo. Va Ser fundada com pobla (Pola de Castropol) al començament del segle xiv pel bisbe d'Oviedo, en un lloc estratègic que sens dubte havia estat ja assentament humà des de temps preromans.
El 1587 va cremar la vila de Castropol i les seves cases, raó per la qual són molt escassos en el poble les restes anteriors a aquesta època. Cal afegir a això que diversos esfondraments, causats per l'erosió marina i l'acció atmosfèrica, ocorreguts al llarg dels segles (l'últim en l'any 2003) en l'abrupte vessant nororiental del penyal que s'assenta la vila han produït un desplaçament de la mateixa en adreça meridional, havent-se obert diversos carrers en diverses èpoques per a compensar la pèrdua d'espai edificable.
Va viure Castropol l'època més brillant en els segles xviii i xix, quan va arribar a una certa importància comercial, administrativa i fins i tot marítima, palesa aquesta última en les drassanes de l'ancorada de la Lieira, actius durant més de tres segles. Ja entrat el segle xx no obstant això, absorbida la capitalitat comarcal de facto per les seves veïnes A Veiga i Ribadeo, es va sumir Castropol en una creixent crisi econòmica i demogràfica; crisi de la qual només ha començat a sortir en els últims lustres, gràcies principalment a l'auge del turisme i les estades de vacances, i més recentment al polígon industrial obert a Barres. Fou en la primera meitat del segle xx quan una sèrie de literats -entre ells Luis Cernuda en el seu relat En la costa de Santiniebla (1937)- es van inspirar en Castropol, amb el seu nom real o sota la disfressa d'un fictici, per a reflectir un poble tètric i solitari, assotat per gèlids temporals i vents que embogeixen als seus escassos i fantasmals habitants. Entre realitat i ficció, aquest tòpic d'un Castropol trist, misteriós i gairebé deshabitat ba perdurar durant diverses dècades; i el programa dels "Festejos en honor del nostre Excels Patró Santiago Apòstol" de 1964 ho assumia desafiadorament: "Al turista superficial que passa pels llocs sense assabentar-se de res, que necessita soroll d'altaveus, bullícia de gent i llums de Neó per a omplir un buit interior, poc serà el que li digui Castropol. […] Els turistes d'aquest tipus és preferible que segueixin de llarg." 

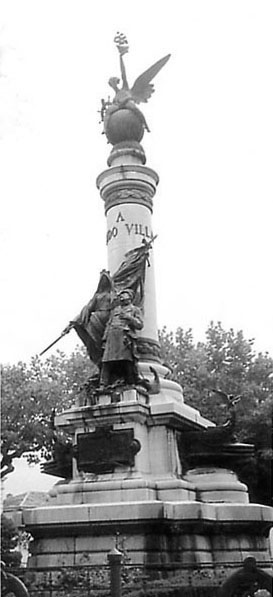
Monument de 1911 al mariner Fernando Villaamil al parc de Castropol

Arquitectònicament, el més notable de la població és la capella del Camp (segle xv), els Palaus de Valledor i dels Marquesos de Santa Creu de Marcenado (segles XVI-XVIII), la Casa de les Cuatro Torres (segle xviii), i el conjunt modernista, de principis del XX, format pel parc de Vicente Loriente, el Casino/Casa de Cultura (seu actual de la famosa Biblioteca Popular, fundada en 1921 i considerada de les millors, si no la millor, de la seva classe a Espanya) i el monument a Fernando Villaamil; no quedant pràcticament cap rastre del Castell del Fidel que des de l'edat mitjana havia materialitzat el poder dels bisbes d'Oviedo sobre la vila i la seva concejo. Però és potser el conjunt del poble i la seva característica silueta, visible tant des de Figueres com des de Ribadeo, el que produïx una impressió més inesborrable.
El militar Pedro Bermúdez de Santirso (segle xvi), el químic, polígraf i Rector de la Universitat de Barcelona, José Ramón Fernández de Luanco (1825-1905), el mariner Fernando Villaamil (1845-1898), el ja citat polític i indiano Vicente Loriente (1859-1939), el professor i assagista Pedro Penzol (1880-1965) i el poeta Pedro G. Arias (1892-1980) figuren entre els castropolenses més preclaros; mentre que ha estat l'esport del rem, amb els repetits èxits nacionals i fins i tot internacionals del Club de Mar de Castropol, fundat en 1949, el que ha fet que el nom de Castropol hagi aparegut nombroses vegades en els mitjans de comunicació, i que la vila hagi estat seu en diverses ocasions de Campionats d'Espanya de Rem i tots els anys d'una regata de traineres ja clàssica: la Bandera Príncep d'Astúries.
En l'any 1997 la vila de Castropol va rebre el Premi "Poble Exemplar d'Astúries", atorgat per la Fundació Príncep d'Astúries, en atenció que "Castropol, vila i cabdal del concejo del seu nom, ha estat des de sempre un exemple de respecte a les millors tradicions il·lustrades d'Astúries, però també referencia a unes formes de vida col·lectiva les característiques de la qual s'han projectat sobre un grup humà vital i despert. Aquesta comunitat ha mantingut viu el respecte cap al patrimoni cultural que li va ser llegat històricament, alhora que ha engegat iniciatives de la més alta significació". El Premi va ser lliurat per S.A.R. el Príncep Felip en el curs de la seva visita a Castropol a l'octubre d'aquest any. En l'any 2004 el Conjunt Històric de la Vila de Castropol va ser declarat oficialment Bé d'Interès Cultural del Patrimoni Històric Espanyol.

## Geografia
La zona muntanyenca està a quatre quilòmetres de la costa, anant des de petits pujols de 200 metres en San Marcos, fins a arribar als 490 metres en el Polvoriedo i ascendint fins als 645 metres en Pousadoiro, des d'on descendeix fins al ric Suarón, per a tornar a ascendir a becs més pronunciats com La Bobia de 1.202 metres que és el més elevat del concejo. Altres altures a destacar són: el bec de Galiga, peña Coba, el pic de Trombadello, el pic Selar, la penya Boa, etc. Entre els seus rius estan l'Eo, el Suarón, el Tol, l'Anguileiro, etc. L'orografia té condicions molt favorables per al desenvolupament de l'agricultura, encara que ha anat perdent importància en favor de la ramaderia, dedicada sobretot a la producció làctia.

## Parròquies
El concejo de Castropol està dividit en 9 parròquies rurals: 
- As Figueiras
- Balmonte
- Barres
- Castropol
- San Xuan
- Piñeira
- Presno
- Siares
- Tol

## Evolució demogràfica
Té una població de 4.303 habitants, i com altres concejos de la zona costanera el seu procés de despoblació està marcat per dues fases diferents. Una fase en les primeres dècades del segle xx quan moltes persones van emigrar cap als països d'ultramar, i una segona fase que comença a mitjan segle xx quan van emigrar cap als principals nuclis industrialitzats de la província (Gijón, Avilés i Mieres), que llavors conexien un gran període d'expansió. Aquesta emigració regional va anar molt més fort que la primera cap a ultramar.
A partir de 1940 va començar un procés de pèrdua fins a 1991 en el qual va perdre 2.400 persones. La població del municipi està dominat per dos grans nuclis de caràcter marí com són: Castropol, el seu capital, i Figueres. Aquest concejo té una taxa de natalitat relativament elevada que ha compensat en part el seu envelliment. El percentatge de joves i de majors de seixanta anys, és molt similar a la mitjana d'Astúries.

## Economia
En el sector industrial el més important del concejo són les Drassanes Gondán S.A. La construcció naval també està present a Barres i a Berbesa, amb un parell de tallers de fusters de ribera. A la ria es conra l'ostra i la cloïssa.

## Política
Al concejo de Castropol, des de 1979, el partit que més temps ha governat han estat el PSOE (vegeu llista d'alcaldes de Castropol) que ha governat en 6 de les 8 legislatures de la democràcia espanyola. L'actual alcalde és el socialista José Ángel Pérez García, qui governa des de 2003 amb majoria absoluta.
|      | PSOE | PP | IU | CDS | URAS | Altres | Total |
| ---- | ---- | -- | -- | --- | ---- | ------ | ----- |
| 1979 | 0    | 0  | 0  | 1   | -    | 12     | 13    |
| 1983 | 8    | 2  | 0  | -   | -    | 3      | 13    |
| 1987 | 8    | 2  | 0  | 3   | -    | 0      | 13    |
| 1991 | 8    | 4  | 1  | 0   | -    | 0      | 13    |
| 1995 | 7    | 5  | 1  | 0   | -    | 0      | 13    |
| 1999 | 5    | 5  | 0  | -   | 1    | 0      | 11    |
| 2003 | 6    | 5  | 0  | -   | 0    | 0      | 11    |
| 2007 | 8    | 3  | 0  | -   | 0    | 0      | 11    |